# Anning, Guangxi
Anning (kinesiska: 安宁乡, 安宁) är en socken i Kina. Den ligger i den autonoma regionen Guangxi, i den södra delen av landet, omkring 210 kilometer väster om regionhuvudstaden Nanning. Antalet invånare är 13021. Befolkningen består av 6 283 kvinnor och 6 738 män. Barn under 15 år utgör 26,0 %, vuxna 15-64 år 62 %, och äldre över 65 år 10,0 %.
Genomsnittlig årsnederbörd är 1 782 millimeter. Den regnigaste månaden är juni, med i genomsnitt 331 mm nederbörd, och den torraste är februari, med 22 mm nederbörd.